# CVC Capital Partners
Pour les articles homonymes, voir CVC.
CVC Capital Partners Ltd. est l’un des dix plus grands fonds de capital-investissement au monde. L’entreprise compte aujourd'hui un réseau de dix-huit bureaux dans toute l’Europe, aux États-Unis et en Asie.
Depuis 1981, date de sa création, CVC a réalisé plus de 250 investissements dans un large éventail d'industries et de pays. Le groupe a notamment détenu, entre 2006 et 2017, 63,4 % du capital de la Formule 1 à travers sa société Channel Islands basée à Jersey.

## Historique
CVC Capital est fondé en 1981 sous le nom Citicorp Venture Capital comme filiale de City Group avant de devenir indépendant en 1993.
En 2006, CVC Capital Partners rachète Fraikin à Eurazeo pour 1,35 milliard d'euros.
En 2010, il prend le contrôle de l'opérateur téléphonique suisse Sunrise auprès du danois TDC.
En 2013, il rachète à Campbell un ensemble de marques alimentaires européennes, dont Liebig, regroupées au sein de Continental Foods.
En avril 2017, CVC Capital Partners prend le contrôle de Breitling avec une prise de participation de 80 % dans l'entreprise.
En 2019, CVC prend le contrôle de 98% d'April Group pour 900 M€, puis revend ses parts en 2023 au fonds KKR pour 2,3 milliards d'€.
Le groupe CVC soutient financièrement l'association bruxelloise ToekomstATELIERdelAvenir (TADA) qui développe un projet éducatif auprès des adolescents issus de milieux défavorisés.
En 2021, CVC rachète à Ebro Foods les marques de pâtes alimentaires Panzani et de semoule Ferrero pour 550 millions d'euros.
Le 25 octobre 2021, la société obtient les droits de la franchise d'Indian Premier League (IPL) d’Ahmedabad.